# Wspólny Język
Wspólny Język – popularny w Polsce brydżowy system licytacyjny. Pierwsze jego wersje zostały opracowane w latach sześćdziesiątych XX w., od tego czasu został wielokrotnie zmodyfikowany i zmodernizowany. Angielska nazwa Polish Club (lit. Polski Trefl) nawiązuje do kluczowego otwarcia w systemie - 1♣. 
W Polsce system uchodzi za standardowy, a jego otwarcia za naturalne i nie wymagające alertowania. Poza Polską system mało popularny, uważany za sztuczny, klasyfikowany do systemów "czerwonych", tzn. systemów sztucznych, innych niż systemy Silnego trefla (systemy "niebieskie") i Highly Unusual Methods (systemy "żółte"), takie jak silny pas, w związku z czym wymaga alertowania. 
Wersja systemu z 1995 i 2000 roku powstała w oparciu o ankietę przygotowaną przez Krzysztofa Jassema dla czytelników pisma Brydż.

## Podstawy systemu
Baza systemu to otwarcia ze starszych piątek, silne 1BA, naturalne 1♦ i sztuczna, forsująca odzywka 1♣. Otwarcie 2♣ jest podobne jak w systemie Precision – pokazuje długie trefle i może zawierać starszą czwórkę z siłą słabego otwarcia.
W zależności od wersji, otwarcie 1♦ jest dawane z czwórki lub piątki.
Jedną z podstawowych konwencji jest tzw. "odwrotka", sztuczne pytanie o siłę i układ ręki odpowiadającego, które może paść po otwarciu 1♣ i odpowiedzi 1♥ lub 1♠. "Wspólny Język" używa też innych popularnych konwencji jak Blackwood czy Stayman, a nowoczesne odmiany systemu w strefie środkowej korzystają z wielu rozwiązań zapożyczonych z systemu "Nasz System".
Poniżej zaprezentowano opis systemu Wspólny Język w wersji z roku 2005. W dalszym ciągu 
1♣️️ - 1♦️
 ?
(i podobne) oznacza sekwencję licytacyjną systemu po której wylistowano możliwe rebidy otwierającego. Odzywki po wcięciu poniżej rebidu otwierającego to możliwe rebidy odpowiadającego. 

## Otwarcie 1♣
1. 12–14 bez starszej piątki i czwórki karo; piątka trefl możliwa jest tylko w układzie zrównoważonym; w drugim okrążeniu licytacji otwierający nie licytuje trefli – również w licytacji dwustronnej.
2. 15–17 z piątką trefl na układzie niezrównoważonym; w drugim okrążeniu licytacji otwierający licytuje trefle.
3. 18+ na układzie dowolnym

### Odpowiedź 1♦
1. negat: 0–8 na układzie dowolnym (w sile 7–8 bez starszych czwórek)
2. 9–11 na układzie niezrównoważonym z kolorami młodszymi lub z jednym kolorem młodszym
3. 12–16 na układzie równym bez starszych czwórek – karta niedobra do zajęcia bez atu

1♣ - 1♦️
 ?
1♥/1♠ - lepszy starszy. Mogą być 3 karty. 
3♠/3♥ (drugi starszy) = „chcę grać 3BA z Twojej ręki”.

2♦ = forsing do dogranej bez układów dwukolorowych.
3♥/3♠/4♣ = forsing do dogranej na układzie dwukolorowym:
3♥ z kierami
3♠ = lepsze piki niż kiery,
3BA = pytanie,
4♣/4♦ = cue bidy na kierach,
3♠ – z pikami i młodszym
3BA = pytanie,
4♣/4♦ = cue bidy na pikach,
4♣ – na młodszych
4♦ = uzgodnienie kar,
4♥/4♠ = cue bidy na treflach.

### Odpowiedzi 1♥/1♠
Od 7 PC, kolor przynajmniej czterokartowy
1♣ - 1♥/1♠
 ?
2♦ = odwrotka.

### Odpowiedź 1BA
9–11 PC bez starszych czwórek
1♣ - 1BA
 ?
2♣ = od 15 na treflach; forsuje do dogranej.

### Odpowiedź 2BA
12+ bez starszych czwórek, forsing do dogranej

### Odpowiedzi 3♣, 3♦
Inwit do dogranej na dobrym kolorze (9–11)

### Odpowiedzi 3♥, 3♠
Siedem kart z dwoma starszymi figurami, nic bokiem

## Otwarcie 1♦️
12–17 na czwórce. W sile 12–14 możliwy układ: cztery kara i pięć trefli

### Odpowiedź 2♣
Na pięciu treflach, forsuje na jedno okrążenie.
Otwierający licytuje 2♦ z piątką karo, w pełnym zakresie siły. Odzywki 2♥, 2♠, 2BA oznaczają czwórkę karo i przedział 12–14.

### Odpowiedź 2♦
Od 10 PC z czwórką karo
W następnym okrążeniu otwierający licytuje naturalnie, a odpowiadający wskazuje zatrzymania.

### Odpowiedź 3♦
Blokująca.

### Odpowiedzi w bez atu
Standardowe (1BA = 7–10, 2BA = 11–12).

## Otwarcia 1♥️️,1♠️️
12–17 na piątce

### Odpowiedź 3♥/3♠
Blokujące.

### Odpowiedź 2BA
Inwit z fitem (co najmniej „blokinwit”).

### Forsujące 2BA
Po powtórzeniu koloru starszego:
1♥ - 1♠/1BA
2♥ - ?
2BA = pytanie o krótkość; forsuje na jedno okrążenie.

### Słabe i mocne splintery
1♥ - 3♠ = słaby splinter: dowolna krótkość w sile 9–12
1♠ - 3BA = słaby splinter: dowolna krótkość w sile 9–12
1♥ - 3BA = silny splinter pikowy: krótkość w pikach w sile 12–16
1♥/1♠ - 4♣/4♦/4♥ (po 1♠) = silny splinter (12–16)

### Drury (2♣)
Z fitem po otwarciu na trzeciej i czwartej ręce. Powrót na kolor jest najsłabszy.

### Skok nowym kolorem po pasie
Inwit na własnym kolorze sześciokartowym (9–11)

## Otwarcie 1BA
15–17 skład zrównoważony

### Stayman2♣
Dalsza licytacja jest naturalna. Nowy kolor odpowiadającego na wysokości trzech forsuje, a po pasie inwituje.
1BA - 2♣
2♦ - ? 
2♠ = inwit (7–9) na pięciu pikach i czterech kierach.
1BA - 2♣
2♥/2♠ - ?
3♦/3♥ = silne uzgodnienie kierów/pików teksasem.

### Transfery 2♦/2♥
Nowy kolor na wysokości trzech forsuje do dogranej.
1BA - 2♦
2♥ - ? 
2♠ forsuje do 3♥ (od 8 PC).
Transfer 2♦ nie wyklucza pięciu pików.

### Transfer 2♠
Na trefle. W kolejnym okrążeniu odpowiadający może wskazać kolor krótkości.

### Odpowiedź 2BA
Naturalna.

### Odpowiedź 3♣
Transfer na kara; słaby lub silny. Otwierający zawsze licytuje 3♦. Z silnym wariantem odpowiadający może wskazać kolor krótkości.

### Odpowiedź 3♦
Naturalne na szóstce karo, inwit do dogranej.

### Odpowiedzi 3♥/3♠
Konwencja 5431.

## Otwarcie 2♣
Precision: 5 trefli ze starszą czwórką lub 6 trefli (11–15 PC)

### Odpowiedź 2♦
Pytanie o układ;. Odpowiedzi: 2♥ / 2♠ - cztery kiery / cztery piki. 2BA - sześć trefli bez singletona. 3♣ - sześć trefli, singleton, bez starszej czwórki.

### Odpowiedzi 2♥i 2♠
Nieforsujące przynajmniej na piątce, 9-12 PC (lub mniej z kolorem 6+)

### Odpowiedź 2BA
Układ zrównoważony, brak starszej czwórki, 10-12 PC.

### Odpowiedź 3♣ 4♣
Blokujące - fit 3+

### Odpowiedzi 3♦, 3♥, 3♠
Dobry kolor 5+, 12+ PC, inwit do dogranej

## Otwarcie 2♦️
Multi – 6–11 na starszej szóstce.

### Odpowiedzi 2♥/2♠
Do koloru (pasuj z kierami/pikami).

### Odpowiedź 2BA
Pytanie
3♣ = góra otwarcia (3♦ = pytanie, 3♥ = piki, 3♠ = kiery),
3♦ = kiery, dół otwarcia,
3♥ = piki, dół otwarcia.

### Odpowiedź 3♣
Forsing na dowolnym kolorze.

### Odpowiedź 3♦
Inwit z fitami w obu starszych
Przyjęcie inwitu – podwójnym teksasem: 4♣ = kiery, 4♦ = piki.

### Odpowiedź 3♥
Blok z fitami w obu starszych.

### Odpowiedź 4♣
„Pokaż swój kolor teksasem”.

### Odpowiedź 4♦
„Zalicytuj swój kolor naturalnie".

## Otwarcia 2♥️️i 2♠️️
"Polskie dwukolorówki" w sile 6–11
2♥ = 5-5 z kierami i dowolną piątką
2♠ = pięć pików i młodsza piątka

### Odpowiedź 2♠ po otwarciu 2♥
„Do koloru”.

### Odpowiedź 2BA
Pokaż kolor młodszy
Inne odpowiedzi są naturalne.

## Otwarcie 2BA
6–11 PC na młodszych.

## Otwarcie 3BA
Tzw. gambling.

## Otwarcia 4♣️️i 4♦️
Naturalne.

## Konwencje w licytacji jednostronnej

### Przeskok nowym kolorem
Silny na bardzo dobrym kolorze (aspiracje szlemikowe)

### Czwarty kolor
Po odpowiedzi one-over-one czwarty kolor co najmniej inwituje do dogranej. W dalszej licytacji przed dograną może spasować tylko gracz, który zadał czwarty kolor. Po odpowiedzi two-over-one czwarty kolor forsuje do dogranej.

### Trzeci kolor
Podniesienie trzeciego koloru oznacza czwórkę i brak trzymania w czwartym kolorze. 3BA po trzecim kolorze na wysokości dwóch mówi o czwórce w trzecim kolorze i zatrzymaniu w kolorze nielicytowanym.

### Forsujące 2BA
Po odpowiedzi two−over−one

### Magister 2♣
2 w kolor odpowiedzi = słaby z fitem
2 w drugi kolor starszy = silny z fitem

### Konwencja en passant
W licytacji jednostronnej wskazujemy zatrzymania do bez atu. W licytacji dwustronnej gramy wywiadem bezatutowym.

## Strefa szlemowa

### Blackwood1430 na pięć wartości z królami
5♣ = 1 lub 4 wartości
5♦ = 0 lub 3
5♥ = 2 wartości bez króli
5♠ = 2 wartości i 1 król itd.

### Blackwood wyłączeniowy
Po uzgodnieniu koloru przeskok nowym kolorem na wysokość pięciu (lub na 4♠ przy uzgodnionych kierach) jest blackwoodem wyłączeniowym – oznacza pytanie o wartości poza asem w kolorze zalicytowanym. Szczebelki odpowiedzi są takie jak po blackwoodzie 1430.

### Hoyt
Pytanie o króle (następny szczebel po odpowiedzi na blackwooda) o ile to nie jest kolor uzgodniony.

### 5BA
Atutowa; pytanie o ilość starszych figur (as, król lub dama) w atutach, 6♣ = 0, 6♦ = 1, itd.

### Cue bidy
Pierwszej i drugiej klasy zgłaszane ekonomicznie (po kolei)

### Autosplinter
Nienaturalny skok nowym kolorem uzgadnia własny kolor tylko w przypadku, gdy partner nie licytował naturalnie żadnego koloru.

### Sześć w kolor splintera
Pytanie o renons.

### DOPI
Gdy przeciwnik wchodzi po blackwoodzie kontra = 0, pas = 1, następny kolor = 2 wartości, itd.

## Licytacja po interwencji

### Po interwencji kontrą
- Nowy kolor z przeskokiem – kolor + fit
- Nowy kolor bez przeskoku – forsujące na wysokości jednego, nieforsujące na wysokości dwóch
- Rekontra = 10+ PC

Jeśli po rekontrze otwierający licytuje przed partnerem, to: poniżej dwóch w kolor otwarcia licytacja wskazuje dół otwarcia, powyżej dwóch w kolor otwarcia – nadwyżki.
- Odpowiedź 1♦ po otwarciu partnera 1♣ i kontrze – naturalne, nieforsujące

### Licytacja z fitem po otwarciu 1♥i 1♠ i kontrze
- 1BA = 7–9(10) z fitem trzykartowym
- 2BA = inwit (lub blokinwit) z fitem czterokartowym
- Nowy kolor z przeskokiem to kolor i fit.

### Po interwencji kolorem
- Nowy kolor forsuje na wysokości jednego i trzech.
- Poparcie z przeskokiem jest blokujące.

### Licytacja z fitem po otwarciu 1♥i 1♠
- 2BA to forsing do dogranej z fitem, 3 w kolor przeciwnika to inwit do dogranej lub „zły forsing”.

### Kontra negatywna
Do 4♦. Kontra negatywna obejmuje poza znaczeniem standardowym forsing na słabej piątce, a po otwarciach 1♥ i 1♠ – inwit do 3BA.

### Po otwarciu 1BA i wejściu przeciwnika
- Kontra jest negatywna w strefie częściówki.
- Nowy kolor nie forsuje na wysokości dwóch, forsuje na wysokości trzech.
- Lebensohl – forsing do dogranej z drugą starszą czwórką lub nieforsujące na kolorze

### Po otwarciu 2♦, 2♥, 2♠ i wejściu przeciwnika
Licytacja jest do koloru partnera, kontra jest karna.

### Po interwencji drugiego broniącego
- Kontra fit - przyrzeka trzy karty w kolorze odpowiedzi i obiecuje kartę ofensywną (niekoniecznie nadwyżki punktowe). Po otwarciu 1♣ kontra jest dwuznaczna: kontra fit lub silniejszy wariant trefla.

## Licytacja w obronie

### Wejścia bezatutowe
- 1BA i 2BA po otwarciu na wysokości dwóch – 15–18 z zatrzymaniem Dalsza licytacja: stayman, teksasy (jak po otwarciu).
- 1BA na re−open – 12–15 stayman, teksasy
- 2BA na re−open – 19−21 stayman, teksasy

### Wejścia z przeskokiem
Naturalne blokujące, na re−open konstruktywne

### Kontra wywoławcza lub objaśniająca (od 17PC)
Licytacja odpowiadającego jest z bilansu. Po kontrze partnera na 1♣ odpowiedź 1♦ jest negatem, inne odzywki są naturalne i forsujące.

### Po sztucznym otwarciu 2♦(multi lub wilkosz)
Kontra pierwszego broniącego jest wywoławcza do pików. Pas i kontra na 2♥/3♥ w następnym okrążeniu to kontra wywoławcza do kierów.
2♦ - ktr - 2♥ - ktr = punkty, bez krótkości kier
2♦ - ktr - 2♠ - ktr = karna
Kontra drugiego broniącego jest wywoławcza:
2♦ - pas - 2♥/2♠ - ktr = wywoławcza

### Cue bid Michaelsa
Nielimitowany siłą.

### Przeskok w kolor przeciwnika
Przeskok w kolor przeciwnika (np. 1♥ – 3♥) oznacza wywiad bezatutowy na pełnym kolorze lub forsing do dogranej z ręką jednokolorową.

### Obrona po silnym bez atu
- Kontra jest dwukolorowa: młodsza piątka, starsza czwórka.
- 2♣ = dowolny kolor
- 2♦ = dwukolorówka na starszych
- 2♥, 2♠ = licytowana piątka i młodsza czwórka

### Obrona po słabym bez atu
- Kontra jest wywoławcza. Inne odzywki – jak po silnym bez atu – w sile otwarcia.

## Wist i zrzutki
- Wist odmienny, zrzutki odwrotne
- Naturalny Lavinthal, zrzutka krakowska, odwrotne potwierdzenie wistu